# Torben Hede Pedersen
Torben Hede Pedersen (ur. 1937, zm. 2000) – grenlandzki polityk. Od 1979 do 1992 roku pełnił funkcję pierwszego wysokiego komisarza Grenlandii (duń. Rigsombudsmand).